# Podvysoká
Podvysoká je naseljeno mjesto u okrugu Čadca u Žilinskom kraju u Slovačkoj.

## Stanovništvo
| Godina:     | 1993. | 2003.   | 2013.   | 2023.   |
| ----------- | ----- | ------- | ------- | ------- |
| Broj ljudi: | 1107  | 1215    | 1311    | 1359    |
| Razlika:    |       | +9,75 % | +7,90 % | +3,66 % |

| Godina:     | 2022. | 2023.   |
| ----------- | ----- | ------- |
| Broj ljudi: | 1356  | 1359    |
| Razlika:    |       | +0,22 % |

Prema podatcima o broju stanovnika iz 2023. godine naselje je imalo 1359 stanovnika.

## Vanjske poveznice
|  | Zajednički poslužitelj ima još gradiva o temi Podvysoká |

- Službena stranica naselja (sl.)